# LaBelle
LaBelle – miasto w Stanach Zjednoczonych, w stanie Floryda, siedziba administracyjna hrabstwa Hendry.